# СоНі Шугер (футбольний клуб)
Футбольний клуб «СоНі Шугер» або просто «СоНі Шугер» (англ. SoNy Sugar F.C.) — професіональний кенійський футбольний клуб з міста Авендо. Домашні поєдинки проводить на стадіоні «Грін стедіум», який вміщує 5000 глядачів. 

## Історія
Заснований 1982 року Цукровою компанією Південна Ньянза (СоНі — англійська абревіатура колишньої провінція Південна Ньянза). У 1993 році дебютував у вищому дивізіоні чемпіонату Кенії. Наступного сезону посів 16-е місце в національному чемпіонаті. У сезоні 2005/06 років з рекордною кількістю перемог (20) виграв кенійську Прем'єр-ліги. 

## Досягнення
- Прем'єр-ліга Кенії
  -  Чемпіон (1): 2006
  -  Срібний призер (1): 2008
  -  Бронзовий призер (1): 2007

- Кубок ПЛК Топ-8
  -  Фіналіст (1): 2015

## Відомі гравці
- Мозес Аріта
- Ентоні Дафаа
- Масуд Джума